# Gemiler Adası
Die Gemiler Adası (griechisch Άγιος Νικόλαος Agios Nikolaos) ist eine Insel vor der türkischen Küste in der Nähe der Stadt Fethiye. Auf der Insel gibt es mehrere Ruinen von Kirchen und Gebäuden, die zwischen dem 4. und 6. Jahrhundert entstanden sind. Archäologen glauben, dass hier der Ort des ursprünglichen Grabes des hl. Nikolaus von Myra liegt.

## Geographie
Die kleine Insel liegt rund 9 Kilometer südlich von Fethiye nur rund 100 Meter vor der türkischen Küste. Sie ist unbewohnt und felsig. An der lang gestreckten Nordküste befindet sich in seichterem Gewässer eine kleine Anlegestelle. Die restliche Küstenlinie ist felsig und steil abfallend.

## Sehenswürdigkeiten
Die byzantinischen Ruinen von fünf Kirchen, die zwischen dem 4. und 6. Jahrhundert entstanden sind, sind teilweise über einen rund 350 Meter langen Prozessionsweg verbunden. Neben den Kirchen sind auch die Ruinen von rund 40 Gebäuden und 50 christlichen Gräbern erhalten. Eine der Kirchen wurde direkt in den Felsen am höchsten Punkt der Insel gehauen. Bis heute sind Wandfresken und Mosaikböden erkennbar geblieben.
Archäologen glauben, dass die Insel Ort des Grabes des hl. Nikolaus sein könnte. Der türkische Name Gemiler Adası heißt übersetzt „Bootsinsel“ und könnte auf den hl. Nikolaus hinweisen, der Beschützer der Seeleute ist. Schon im Mittelalter hatte die Insel bei Seefahrern den Namen St.-Nikolaus-Insel. Fachleute gehen davon aus, dass Nikolaus in der in den Felsen gehauenen Kirche bestattet gewesen sein könnte. Sein Name ist in den Wänden mehrfach verewigt. Sein Leichnam soll dort bis in die 650er-Jahre gelegen haben, bis die Bewohner vor einer herannahenden arabischen Flotte flüchten mussten. Sie gingen dann nach Myra, das rund 25 Kilometer östlich liegt.

## Tourismus
Die Insel ist Ziel vieler Ausflugsboote, die meist von Ölüdeniz starten, aber auch Privatyachten können im Hafen anlegen. Im Sommer versorgt ein kleines Restaurant die Besucher.